# Bob Herron
Robert „Bob“ Herron (* 23. September 1924 in Lomita, Los Angeles County, USA; † 10. Oktober 2021) war ein US-amerikanischer Schauspieler und Stuntman.

## Leben
Bob Herron war ab den 1950er Jahren als Schauspieler und Stuntman aktiv. Er doubelte unter anderem Tony Curtis, Pernell Roberts, Robert Conrad und Ernest Borgnine. Letzteren vertrat er in Sam Peckinpahs Roadmovie Convoy von 1978 und auch in The Long Ride Home von 2003.

## Filmografie (Auswahl)
als Schauspieler
- 1952: Cattle Town
- 1953: Invaders from Mars
- 1953: Mit der Waffe in der Hand (Gun Fury)
- 1954: Saskatschewan (Saskatchewan)
- 1960: J.D., der Killer (The Rise and Fall of Legs Diamond)
- 1971: Der Millionenraub ($)
- 1977: Das Domino Komplott (The Domino Principle)
- 1973: Oklahoma Crude
- 1977: Local Color
- 1988: Das siebte Zeichen (The Seventh Sign)
- 1989: Tales from the Crypt (Fernsehserie)

als Stuntman
- 1950: The Flame and the Arrow
- 1951: Den Hals in der Schlinge (Along the Great Divide)
- 1963: Drums of Africa
- 1972: Der große Minnesota-Überfall (The Great Northfield Minnesota Raid)
- 1978: Convoy
- 1985: Pale Rider – Der namenlose Reiter
- 1998: Hard Rain
- 2003: The Long Ride Home
- 2005: Be Cool – Jeder ist auf der Suche nach dem nächsten großen Hit
- 2006: Jimmy Kimmel Live’s All-Star Salute to Jimmy Kimmel Live!